# ファンダフル・ディズニー
ファンダフル・ディズニー (Funderful Disney) は、東京ディズニーリゾート(TDR)のゲスト（来場者）を主な対象とした個人会員制度（公式ファンクラブ）及び、その名称である。
「ファンダフル」とは、TDRのファンが、より楽しく(Fun)、よりすばらしい(Wonderful)パークを体験出来るために、という意味の造語。

## 制度概要
- 対象者：年齢制限等は無いが、未成年は親権者または後見人の同意が必要。
- 入会費：無料
- 年会費：有料（5940円）

## 入会方法
- 東京ディズニーランド(TDL)・東京ディズニーシー(TDS)の両ディズニーパーク内
- 申し込み書を請求の上、記入して返送
- インターネットによるオンライン申し込み

## 会員特典
- オリジナルデザインのメンバーズカード発行
- 会員報「ファンダフル・ディズニー」の発行
- TDRカレンダーの配布
- TDL・TDSパーク内でのメンバー限定グッズの販売（一部店舗のみ）
- メンバー向けのパスポートの販売（期間限定）
- オリジナルグッズのプレゼント（期間限定）
- ファンクラブメンバー限定のパーティーへの招待
- ディズニーホテル一部客室の割引

なお、メンバーズカードのデザインは、毎年変わる。